# Tractat d'Aranjuez (1779)
El Tractat d'Aranjuez de 1779 va ser un tractat internacional signat a la ciutat d'Aranjuez el 12 d'abril de 1779 entre el representant del Regne de França, Charles Gravier, comte de Vergennes, i el representant del Regne d'Espanya, José Moñino y Redondo, Comte de Floridablanca. En virtut d'aquest tractat Espanya intervenia en la Guerra de la Independència dels Estats Units en ajuda de França.
Considerat com a part dels anomenats Pactes de Família, establia el compromís de les dues potències europees per a envair conjuntament el Regne de la Gran Bretanya (tot i que això no va succeir finalment), així com la recuperació per a Espanya de Gibraltar (això va provocar que els britànics haguessin de desviar a Gibraltar tropes destinades en un principi a les colònies), Menorca (1782), les Florides (1783) i l'Hondures Britànica, a més de la suspensió dels drets comercials sobre la fusta dels anglesos en la costa de Campeche. Per la seva banda, França exigia l'expulsió dels anglesos de Terranova, la recuperació del Senegal, el dret de comerç amb l'Índia i la retenció de l'illa de Dominica.
Els ports de Toló i Brest, a França, que estaven bloquejats pels britànics, van ser desbloquejats per la falta d'efectius dels britànics. Amb els ports atlàntics oberts, els francesos van poder portar tropes a Amèrica, al comandament del marquès de La Fayette, sent de gran ajuda els colons en la seva guerra.
Més tard, Holanda també s'unirà a la coalició formada per Espanya i França, amb ambicions de guanyar posicions pel domini dels mars.